# 3 карбованці «70-річчя Великої Жовтневої соціалістичної революції»
70-річчя Великої Жовтневої соціалістичної революції (рос. 70 лет Великой Октябрьской социалистической революции) — перша ювілейна монета СРСР вартістю 3 карбованці, випущена 20 жовтня 1987 року. Монета присвячена 70-річчю Великої Жовтневої соціалістичної революції — державного перевороту у Російській республіці, що відбувся 7 листопада (25 жовтня) 1917 року. У ході перевороту Тимчасовий уряд, що перебував у столиці держави Петрограді — було заарештовано, а центральну владу перебрали на себе лідери більшовиків.
Другий Всеросійський з'їзд Рад, який відбувся 7—9 листопада (25—27 жовтня), ухвалив рішення про перехід влади до рад та сформував новий уряд — Раду народних комісарів на чолі з В. Леніним.
Жовтневий переворот докорінно змінив хід історії на територіях колишньої Російської імперії та значним чином вплинув на хід світової історії.

## Історія
Монета була найбільшою за розміром і першою ювілейною монетою СРСР номіналом в 5 карбованців. Монета карбувалася на Ленінградському монетному дворі (ЛМД). У 1987 році було серію монет номіналом у 1, 3 і 5 карбованців, присвячених Великій Жовтневій соціалістичній революції. 

## Опис та характеристики монети
| Номінал крб. | Метал                 | Маса грам | Діаметр мм. | Гурт                           | Тираж штук               |
| ------------ | --------------------- | --------- | ----------- | ------------------------------ | ------------------------ |
| 1            | мідно-нікелевий сплав | 14,35     | 33          | гладкий із заглибленим написом | 2 500 000 200 000 (пруф) |

### Аверс
У верхній частині диска — Державний герб Союзу Радянських Соціалістичних Республік (являє собою зображення серпа і молота на фоні земної кулі, в променях сонця і в обрамленні колосся, перев'язаних п'ятнадцятьма витками стрічки); під гербом — напис «СССР», знизу — велика стилізована цифра «3», під нею — півколом розміщено слово «РУБЛЯ» ще нижче уздовж канта знаходиться дата випуску монети — «1987».

### Реверс
На реверсі монети, представлено зображення групи революційних гвардійців: солдата, робітника і селянина. Вище них викарбувана дата «1917». Біля канта монети у верхній частині півколом викарбувано напис «СЕМЬДЕСЯТ ЛЕТ ВЕЛИКОЙ ОКТЯБРЬСКОЙ СОЦИАЛИСТИЧЕСКОЙ РЕВОЛЮЦИИ».

### Гурт
Гурт гладкий з вдавленим написом-позначенням номіналу: «ТРИ РУБЛЯ», дублюється два рази і розділений двома зірками.

## Автори
- Художник: Т. К. Сейфулін
- Скульптор: С. М. Іванов

## Вартість монети
Ціну монети — 1 карбованець встановив Держбанк СРСР у період реалізації монети через його філії. Сучасна вартість монети звичайного випуску серед колекціонерів України (станом на 2014 рік) становить понад 65 гривень.